# Burnet County
Burnet County är ett administrativt område i delstaten Texas, USA, med 42 750 invånare (2010). Den administrativa huvudorten (county seat) är Burnet.

## Geografi
Enligt United States Census Bureau så har countyt en total area på 2 644 km². 2 580 km² av den arean är land och 65 km² är vatten. 

### Angränsande countyn
- Lampasas County - nord
- Bell County - nordost
- Williamson County - öst
- Travis County - sydost
- Blanco County - syd
- Llano County - väst
- San Saba County - nordväst